# Lucaina
Lucaina es un género de escarabajos de alas de red perteneciente a la familia Lycidae. Son escarabajos con cuerpos de tamaño mediano a grande. A diferencia de otros géneros, cuyo rostro se ve ausente cuando se mira al insecto desde arriba, su cabeza es prolongada y el rostro visible. Se encuentra distribuido a nivel mundial en todas las regiones zoogeográficas.
El género está muy extendido en América del Norte y México. Los adultos (imago) se encuentran a menudo en los bordes del bosque y no es infrecuente en las flores de las plantas umbelas. La especie tipo es la Lucaina schini Dugès, 1879.

## Etimología
El nombre deriva del griego lycos, que significa lobo. Latinizando el griego forma lucos, basado en una vieja idea de que la "y" no se usaba en latín. El sufijo -ina, es diminutivo. Es un sustantivo inventado, traducido al femenino por la "a" de "Luca" y la clara indicación de femenino en el uso que su autor Dugès emplea para "pequena loba" como etimología de su nuevo género. El nombre hace alusión a la cara de lobo del escarabajo, además de ser más pequeño que el género Lycus (que significa lobo macho).

## Descripción
Lucaina se puede distinguir de otros géneros Calochrominae por sus mandíbulas cortas; costas élitrales secundarias débilmente desarrolladas; pubescencia dorsal larga y erecta; antena filiforme a subserrada; coxas anteriores separadas e estrecho hipomerón. El género cuenta con alas de tamaño mediano (aprox. 10 milímetros (0,4 plg)), oblongas y de color marrón rojizo a rojo rojizo. Sus antenas, patas y pies son negros. Las antenas son ligeramente dentadas y tienen once articulaciones, unidas entre sí en la frente, cerca de las facetas de los ojos. La cabeza tiene forma de hocico y está extendida hacia adelante. El escudo mamario (pronoto) es trapezoidal con esquinas traseras marcadas. Los élitros están muy quitinizados, sin nervaduras longitudinales.
Su coloración dorsal va del amarillo al negro. Si es amarillo, generalmente con manchas negras en los élitros y/o el pronoto pero ventralmente marrón oscuro. El cuerpo es densamente setoso, con setas dorsales finas, largas y erectas, y una pubescencia amarillenta. La cabeza suele ser prognata con una tribuna variable que va de moderadamente alargada a corta con surcos longitudinales visibles más o menos prominentes. Los ojos sone redondeados, relativamente pequeños, finamente facetados, con el margen posterior de los ojos que alcanza el margen anterior del pronoto. Sus piezas bucales contiene un palpo maxilar de 4 segmentos, mientras que el palpo labial es de 3 segmentos. Los palpómeros terminales son más anchos que el penúltimo. Las mandíbulas son cortas, rectas o curvas, y cuando los ápices están cerrados nunca se superponen.

## Especies
Hay al menos 6 especies descritas en Lucaina: 
- Lucaina  bajacalifornica Zaragoza, 2003
- Lucaina discoidalis Horn, 1885
- Lucaina greeni Ferreira
- Lucaina marginata Gorham, 1884
- Lucaina milleri Ferreira
- Lucaina schini Dugès, 1879